# Piton Carré (La Réunion)
Pour les articles homonymes, voir Piton Carré et Piton (homonymie).
Le piton Carré est un sommet de montagne de l'île de La Réunion, un département d'outre-mer français dans l'océan Indien. Situé au cœur du cirque naturel de Salazie, une caldeira du massif du Piton des Neiges, il culmine à 1 649 mètres d'altitude.